# Liste der größten Gemeinden in Thüringen nach Einwohnerzahl
Die Liste der größten Gemeinden in Thüringen nach Einwohnerzahl nennt die Städte und Gemeinden im Freistaat Thüringen mit mehr als 5000 Einwohnern. Die Einwohnerzahl bezieht sich auf die amtliche Fortschreibung des Thüringer Landesamts für Statistik zum 31. Dezember 2024.
Bei jeder Stadt oder Gemeinde ist der gemeinderechtliche Status sowie die Kreis- und Regionszugehörigkeit angegeben. Es handelt sich um alle Kreisfreien Städte, Großen kreisangehörigen Städte und Großen Kreisstädte des Landes sowie einige kreisangehörige Städte und Gemeinden.
Zur geographischen Einordnung innerhalb des Landes wurden die Planungsregionen herangezogen.
| Rang | Stadt/Gemeinde               | Status                      | Landkreis              | Planungsregion   | Einwohner 31. Dezember 2024 |
| ---- | ---------------------------- | --------------------------- | ---------------------- | ---------------- | --------------------------- |
| 01   | Erfurt                       | Kreisfreie Stadt            | –                      | Mittelthüringen  | 218.793                     |
| 02   | Jena                         | Kreisfreie Stadt            | –                      | Ostthüringen     | 109.725                     |
| 03   | Gera                         | Kreisfreie Stadt            | –                      | Ostthüringen     | 095.608                     |
| 04   | Weimar                       | Kreisfreie Stadt            | –                      | Mittelthüringen  | 065.954                     |
| 05   | Gotha                        | Große kreisangehörige Stadt | Gotha                  | Mittelthüringen  | 046.400                     |
| 06   | Nordhausen                   | Große kreisangehörige Stadt | Nordhausen             | Nordthüringen    | 040.767                     |
| 07   | Eisenach                     | Große Kreisstadt            | Wartburgkreis          | Südwestthüringen | 040.747                     |
| 08   | Ilmenau                      | Große kreisangehörige Stadt | Ilm-Kreis              | Mittelthüringen  | 038.834                     |
| 09   | Mühlhausen/Thüringen         | Große kreisangehörige Stadt | Unstrut-Hainich-Kreis  | Nordthüringen    | 036.353                     |
| 10   | Suhl                         | Kreisfreie Stadt            | –                      | Südwestthüringen | 034.685                     |
| 11   | Altenburg                    | Große kreisangehörige Stadt | Altenburger Land       | Ostthüringen     | 031.093                     |
| 12   | Saalfeld/Saale               | Kreisangehörige Stadt       | Saalfeld-Rudolstadt    | Ostthüringen     | 029.086                     |
| 13   | Arnstadt                     | Kreisangehörige Stadt       | Ilm-Kreis              | Mittelthüringen  | 028.615                     |
| 14   | Meiningen                    | Kreisangehörige Stadt       | Schmalkalden-Meiningen | Südwestthüringen | 025.002                     |
| 15   | Rudolstadt                   | Kreisangehörige Stadt       | Saalfeld-Rudolstadt    | Ostthüringen     | 024.852                     |
| 16   | Sonneberg                    | Kreisangehörige Stadt       | Sonneberg              | Südwestthüringen | 022.843                     |
| 17   | Apolda                       | Kreisangehörige Stadt       | Weimarer Land          | Mittelthüringen  | 022.787                     |
| 18   | Bad Salzungen                | Kreisangehörige Stadt       | Wartburgkreis          | Südwestthüringen | 022.557                     |
| 19   | Sondershausen                | Kreisangehörige Stadt       | Kyffhäuserkreis        | Nordthüringen    | 020.910                     |
| 20   | Leinefelde-Worbis            | Kreisangehörige Stadt       | Eichsfeld              | Nordthüringen    | 019.957                     |
| 21   | Greiz                        | Kreisangehörige Stadt       | Greiz                  | Ostthüringen     | 019.766                     |
| 22   | Schmalkalden                 | Kreisangehörige Stadt       | Schmalkalden-Meiningen | Südwestthüringen | 019.323                     |
| 23   | Sömmerda                     | Kreisangehörige Stadt       | Sömmerda               | Mittelthüringen  | 018.503                     |
| 24   | Heilbad Heiligenstadt        | Kreisangehörige Stadt       | Eichsfeld              | Nordthüringen    | 018.230                     |
| 25   | Bad Langensalza              | Kreisangehörige Stadt       | Unstrut-Hainich-Kreis  | Nordthüringen    | 016.717                     |
| 26   | Zeulenroda-Triebes           | Kreisangehörige Stadt       | Greiz                  | Ostthüringen     | 015.677                     |
| 27   | Schmölln                     | Kreisangehörige Stadt       | Altenburger Land       | Ostthüringen     | 013.542                     |
| 28   | Waltershausen                | Kreisangehörige Stadt       | Gotha                  | Mittelthüringen  | 012.871                     |
| 29   | Dingelstädt                  | Kreisangehörige Stadt       | Eichsfeld              | Nordthüringen    | 012.204                     |
| 30   | Zella-Mehlis                 | Kreisangehörige Stadt       | Schmalkalden-Meiningen | Südwestthüringen | 012.157                     |
| 31   | Pößneck                      | Kreisangehörige Stadt       | Saale-Orla-Kreis       | Ostthüringen     | 011.960                     |
| 32   | Hildburghausen               | Kreisangehörige Stadt       | Hildburghausen         | Südwestthüringen | 011.632                     |
| 33   | Eisenberg                    | Kreisangehörige Stadt       | Saale-Holzland-Kreis   | Ostthüringen     | 010.955                     |
| 34   | Schleusingen                 | Kreisangehörige Stadt       | Hildburghausen         | Südwestthüringen | 010.225                     |
| 35   | Meuselwitz                   | Kreisangehörige Stadt       | Altenburger Land       | Ostthüringen     | 010.148                     |
| 36   | Ohrdruf                      | Kreisangehörige Stadt       | Gotha                  | Mittelthüringen  | 009.991                     |
| 37   | Bleicherode                  | Kreisangehörige Stadt       | Nordhausen             | Nordthüringen    | 009.920                     |
| 38   | Bad Frankenhausen/Kyffhäuser | Kreisangehörige Stadt       | Kyffhäuserkreis        | Nordthüringen    | 009.715                     |
| 39   | Steinbach-Hallenberg         | Kreisangehörige Stadt       | Schmalkalden-Meiningen | Südwestthüringen | 009.130                     |
| 40   | Gerstungen                   | Kreisangehörige Gemeinde    | Wartburgkreis          | Südwestthüringen | 008.884                     |
| 41   | Neustadt an der Orla         | Kreisangehörige Stadt       | Saale-Orla-Kreis       | Ostthüringen     | 008.743                     |
| 42   | Geratal                      | Kreisangehörige Gemeinde    | Ilm-Kreis              | Mittelthüringen  | 008.504                     |
| 43   | Schleiz                      | Kreisangehörige Stadt       | Saale-Orla-Kreis       | Ostthüringen     | 008.501                     |
| 44   | Neuhaus am Rennweg           | Kreisangehörige Stadt       | Sonneberg              | Ostthüringen     | 008.468                     |
| 45   | Stadtilm                     | Kreisangehörige Stadt       | Ilm-Kreis              | Mittelthüringen  | 008.312                     |
| 46   | Unterwellenborn              | Kreisangehörige Gemeinde    | Saalfeld-Rudolstadt    | Ostthüringen     | 008.261                     |
| 47   | Hermsdorf                    | Kreisangehörige Stadt       | Saale-Holzland-Kreis   | Ostthüringen     | 008.210                     |
| 48   | Föritztal                    | Kreisangehörige Gemeinde    | Sonneberg              | Südwestthüringen | 008.183                     |
| 49   | Amt Wachsenburg              | Kreisangehörige Gemeinde    | Ilm-Kreis              | Mittelthüringen  | 008.041                     |
| 50   | Bad Sulza                    | Kreisangehörige Stadt       | Weimarer Land          | Mittelthüringen  | 008.001                     |
| 51   | Weida                        | Kreisangehörige Stadt       | Greiz                  | Ostthüringen     | 007.939                     |
| 52   | Nessetal                     | Kreisangehörige Gemeinde    | Gotha                  | Mittelthüringen  | 007.938                     |
| 53   | Drei Gleichen                | Kreisangehörige Gemeinde    | Gotha                  | Mittelthüringen  | 007.882                     |
| 54   | Georgenthal                  | Kreisangehörige Gemeinde    | Landkreis Gotha        | Mittelthüringen  | 007.824                     |
| 55   | Bad Liebenstein              | Kreisangehörige Stadt       | Wartburgkreis          | Südwestthüringen | 007.662                     |
| 56   | Bad Berka                    | Kreisangehörige Stadt       | Weimarer Land          | Mittelthüringen  | 007.389                     |
| 57   | Friedrichroda                | Kreisangehörige Stadt       | Gotha                  | Mittelthüringen  | 007.352                     |
| 58   | Harztor                      | Kreisangehörige Gemeinde    | Nordhausen             | Nordthüringen    | 007.306                     |
| 59   | Eisfeld                      | Kreisangehörige Stadt       | Hildburghausen         | Südwestthüringen | 007.181                     |
| 60   | Roßleben-Wiehe               | Kreisangehörige Stadt       | Kyffhäuserkreis        | Nordthüringen    | 007.062                     |
| 61   | Am Ettersberg                | Kreisangehörige Gemeinde    | Weimarer Land          | Mittelthüringen  | 007.010                     |
| 62   | Königsee                     | Kreisangehörige Stadt       | Saalfeld-Rudolstadt    | Ostthüringen     | 006.979                     |
| 63   | Nobitz                       | Kreisangehörige Gemeinde    | Altenburger Land       | Ostthüringen     | 006.962                     |
| 64   | Dermbach                     | Kreisangehörige Gemeinde    | Wartburgkreis          | Südwestthüringen | 006.889                     |
| 65   | Kahla                        | Kreisangehörige Stadt       | Saale-Holzland-Kreis   | Ostthüringen     | 006.825                     |
| 66   | Stadtroda                    | Kreisangehörige Stadt       | Saale-Holzland-Kreis   | Ostthüringen     | 006.785                     |
| 67   | Blankenhain                  | Kreisangehörige Stadt       | Weimarer Land          | Mittelthüringen  | 006.543                     |
| 68   | Buttstädt                    | Kreisangehörige Gemeinde    | Sömmerda               | Mittelthüringen  | 006.470                     |
| 69   | Kölleda                      | Kreisangehörige Stadt       | Sömmerda               | Mittelthüringen  | 006.467                     |
| 70   | Artern                       | Kreisangehörige Stadt       | Kyffhäuserkreis        | Nordthüringen    | 006.462                     |
| 71   | Grammetal                    | Kreisangehörige Gemeinde    | Weimarer Land          | Mittelthüringen  | 006.437                     |
| 72   | Südeichsfeld                 | Kreisangehörige Gemeinde    | Unstrut-Hainich-Kreis  | Nordthüringen    | 006.419                     |
| 73   | Römhild                      | Kreisangehörige Stadt       | Hildburghausen         | Südwestthüringen | 006.383                     |
| 74   | Unstrut-Hainich              | Kreisangehörige Gemeinde    | Unstrut-Hainich-Kreis  | Nordthüringen    | 006.378                     |
| 75   | Wutha-Farnroda               | Kreisangehörige Gemeinde    | Wartburgkreis          | Südwestthüringen | 006.268                     |
| 76   | Ilmtal-Weinstraße            | Kreisangehörige Gemeinde    | Weimarer Land          | Mittelthüringen  | 006.169                     |
| 77   | Uder                         | Kreisangehörige Gemeinde    | Eichsfeld              | Nordthüringen    | 006.134                     |
| 78   | Werra-Suhl-Tal               | Kreisangehörige Stadt       | Wartburgkreis          | Südwestthüringen | 006.028                     |
| 79   | Nesse-Apfelstädt             | Kreisangehörige Gemeinde    | Gotha                  | Mittelthüringen  | 006.021                     |
| 80   | Unstruttal                   | Kreisangehörige Gemeinde    | Unstrut-Hainich-Kreis  | Nordthüringen    | 005.993                     |
| 81   | Hörselberg-Hainich           | Kreisangehörige Gemeinde    | Wartburgkreis          | Südwestthüringen | 005.979                     |
| 82   | Großbreitenbach              | Kreisangehörige Stadt       | Ilm-Kreis              | Mittelthüringen  | 005.884                     |
| 83   | An der Schmücke              | Kreisangehörige Stadt       | Kyffhäuserkreis        | Nordthüringen    | 005.881                     |
| 84   | Bad Blankenburg              | Kreisangehörige Stadt       | Saalfeld-Rudolstadt    | Ostthüringen     | 005.843                     |
| 85   | Berga-Wünschendorf           | Kreisangehörige Stadt       | Greiz                  | Ostthüringen     | 005.840                     |
| 86   | Treffurt                     | Kreisangehörige Stadt       | Wartburgkreis          | Südwestthüringen | 005.772                     |
| 87   | Nottertal-Heilinger Höhen    | Kreisangehörige Stadt       | Unstrut-Hainich-Kreis  | Nordthüringen    | 005.750                     |
| 88   | Brotterode-Trusetal          | Kreisangehörige Stadt       | Schmalkalden-Meiningen | Südwestthüringen | 005.571                     |
| 89   | Floh-Seligenthal             | Kreisangehörige Gemeinde    | Schmalkalden-Meiningen | Südwestthüringen | 005.566                     |
| 90   | Kaltennordheim               | Kreisangehörige Stadt       | Schmalkalden-Meiningen | Südwestthüringen | 005.562                     |
| 91   | Greußen                      | Kreisangehörige Stadt       | Kyffhäuserkreis        | Nordthüringen    | 005.544                     |
| 92   | Bad Lobenstein               | Kreisangehörige Stadt       | Saale-Orla-Kreis       | Ostthüringen     | 005.523                     |
| 93   | Frankenblick                 | Kreisangehörige Gemeinde    | Sonneberg              | Südwestthüringen | 005.434                     |
| 94   | Grabfeld                     | Kreisangehörige Gemeinde    | Schmalkalden-Meiningen | Südwestthüringen | 005.425                     |
| 95   | Wasungen                     | Kreisangehörige Stadt       | Schmalkalden-Meiningen | Südwestthüringen | 005.342                     |
| 96   | Uhlstädt-Kirchhasel          | Kreisangehörige Gemeinde    | Saalfeld-Rudolstadt    | Ostthüringen     | 005.320                     |
| 97   | Dornburg-Camburg             | Kreisangehörige Stadt       | Saale-Holzland-Kreis   | Ostthüringen     | 005.289                     |
| 98   | Ellrich                      | Kreisangehörige Stadt       | Nordhausen             | Nordthüringen    | 005.239                     |
| 99   | Ruhla                        | Kreisangehörige Stadt       | Wartburgkreis          | Südwestthüringen | 005.126                     |
| 1000 | Ronneburg                    | Kreisangehörige Stadt       | Greiz                  | Ostthüringen     | 004.971                     |